# 灌阳县
灌阳县（邮政式拼音：Kwanyang）位于中国广西壮族自治区东北部、湘江上游支流灌江流域，是桂林市辖县，邻接湖南省。北连全州，南接恭城，西靠兴安、灵川，东与湖南道县、江永接壤，地势南高北低。縣人民政府駐地為灌陽鎮勝利路39號。
历史上属全州、桂林府、广西省。全县总面积1837平方公里，辖3镇6乡，138个行政村和三个社区，1517个自然村。

## 历史
历史上为灌源县。在今广西灌阳县东灌江东岸。《旧唐书·地理志》 灌阳县：“上元二年，荆南节度使吕諲奏，复于故城置灌阳县。灌水在城西。今名灌源。”

## 人口
根據第七次人口普查數據，截至2020年11月1日零時，灌陽縣常住人口為208412人。

## 行政区划
灌阳县下辖6个镇、1个乡、2个民族乡：
灌阳镇、黄关镇、文市镇、新街镇、新圩镇、水车镇、洞井瑶族乡、观音阁乡和西山瑶族乡。

## 交通
- 厦蓉高速、 241国道、 357国道过境。